# Thermes de Sidi Ghrib
Les thermes de Sidi Ghrib sont un site archéologique tunisien situé à environ quarante kilomètres au sud-ouest de Carthage et à quatre kilomètres de Borj El Amri. Il a livré de très belles mosaïques romaines.

## Histoire
Le site a été fouillé en 1975 de façon incomplète. L'étude d'Abdelmajid Ennabli a démontré que la villa découverte a été construite tardivement, à la fin du IVe ou au début du Ve siècle.

## Description
Les thermes constituaient une partie de la villa et étaient donc privés. D'une surface totale de 780 m2, ils mesurent 28 mètres sur 29, autour d'un frigidarium d'environ 8,5 mètres sur 9,5.

## Description des mosaïques retrouvées
- Matrone à sa toilette, exposée au musée national du Bardo, est une mosaïque représentant la domina, la maîtresse de maison, occupée à sa toilette et entourée de deux servantes dont l'une tient un miroir et l'autre porte un panier contenant divers bijoux. Aux extrémités de la mosaïque, l'artiste a présenté les accessoires nécessaires au bain : une paire de sandales, un panier de linge, un broc, etc[1] ;
- Maître de maison partant à la chasse exposée au palais présidentiel de Carthage[2].

Ces représentations à but d'affirmation sociale sont fréquentes à la fin de l'Antiquité.